# Veliki Petrštof
Pinkafeld (mađarski: Nagyszentmihály, hrvatski: Veliki Petrštof) je tržišni grad u kotaru Borta u Gradišću, Austrija. 